# Herta Svensson
Herta Elisabet Svensson, född 21 april 1886 i Simrishamn, död 19 oktober 1981 i Stockholm, var en svensk personalkonsulent, hemgårdsföreståndare och föreläsare.

## Biografi
Svensson tog examen vid Privata högre lärarinneseminariet och arbetade därefter som privatlärare hos familjen Elsa och Natanael Beskow i Djursholm. Fram till 1914 var hon lärare vid Djursholms samskola och kom genom Natanael Beskow i kontakt med settlementsrörelsen och genom Hampnäs folkhögskola och Manfred Björkquist även i kontakt med korsfararrörelsen. 
Stugrörelsen, som var en förening för kontakt mellan studenter och arbeterskor, öppnade sommarstugor för överansträngda kvinnliga arbetare. Svensson var en av dess initiativtagare. 
När Svenska tobaksmonopolet på Södermalm i Stockholm inrättades 1914 utverkade Kerstin Hesselgren att Herta Svensson skulle anställas som "fabrikssyster", från 1921 benämnd personalkonsulent. Hon arbetade framför socialt, men förde också in både teoretiska och praktiska ämnen i en fritidsverksamhet som på ett naturligt sätt växte samman i ett gemensamt hem, Sveriges andra hemgård, Södergården på Södermalm i Stockholm 1916. 
Svensson var även gästföreläsare på Kvinnliga medborgarskolan vid Fogelstad.